# باشگاه فوتبال کلاکتون
باشگاه فوتبال کلاکتون (به انگلیسی: Football Club Clacton) یک باشگاه فوتبال در شهر کلاکتون اون سی، کشور انگلستان است که در سال ۱۸۹۲ میلادی تأسیس شده‌است.